# Liste von Shu-Straßen
Dies ist eine Liste von Shu-Straßen. Als Shu-Straßen (chinesisch 蜀道, Pinyin Shǔdào, englisch Shu Roads) werden die alten Straßen bzw. Wege bezeichnet, die Sichuan (Abk. Shu 蜀,  Shǔ) mit der Außenwelt verbanden. Straße oder Weg heißt auf Chinesisch dào 道. Im Folgenden wird eine Übersicht zu den wichtigsten Verbindungen gegeben.

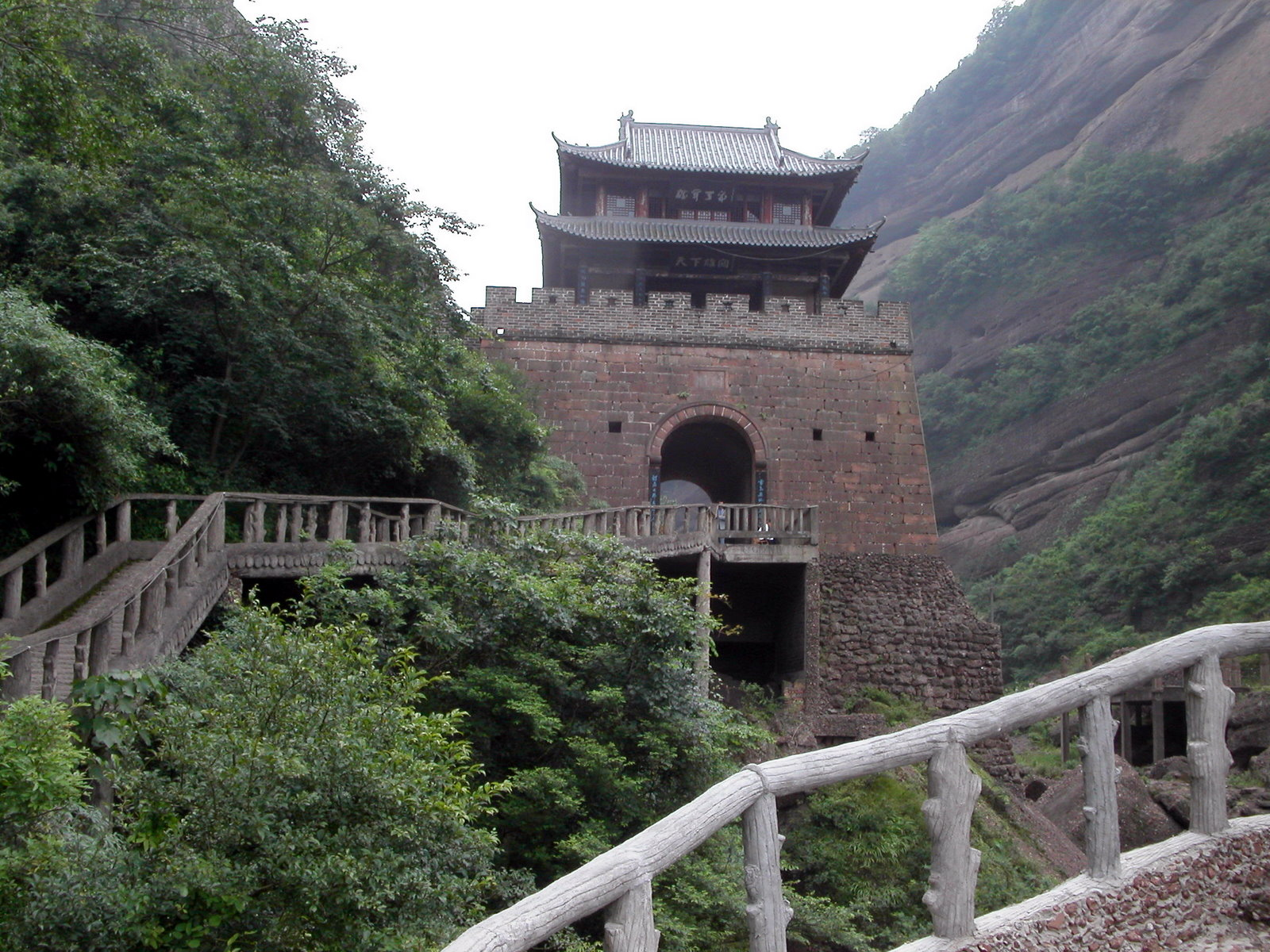
Die Shu-Straßen-Stätte des Passtores Jianmen am Jianmen-Pass in Guangyuan, Sichuan, aus der Zeit der Streitenden Reiche bis Qing-Dynastie steht seit 2006 auf der Liste der Denkmäler der Volksrepublik China (6-181).

Von Chengdu aus betrachtet sind dies:
im Norden
(a) die Straßen von Shaanxi nach Shu, d. h. die das Gebirge Qin Ling überwindenden Straßen nach Hanzhong namens Chencang-Straße, Baoye-Straße, Tangluo-Straße und Ziwu-Straße;
(b) die von Hanzhong über das Gebirge Daba Shan führenden Straßen Jinniu-Straße, Micang-Straße, Lizhi-Straße (auch Yangba-Straße genannt), auch die von Gansu nach Shu führende Straße Yinping-Straße.
im Westen
die Shu über Tibet mit den Westlichen Regionen verbindende Alte Tee-Pferde-Straße;
im Süden die von Yunnan nach Shu führende Straße Wuchi-Straße und die von hier nach Südasien führende Südwestliche Seidenstraße;
im Osten der über die Drei Schluchten am Jangtsekiang führende Wasserweg.

## Übersicht
(Chinesische Angaben zu den Streckenführungen nach cppcc.people.com.cn)
- Chencang-Straße[4] (Baoji (Chencang) – Kreis Feng – Qingniling – Lüeyang – Kreis Mian – Hanzhong)

- Baoye-Straße (Kreis Mei – Kreis Taibai – Liuba – Hanzhong)

- Tangluo-Straße (Zhouzhi – Großgemeinde Huayang – Laoxiancheng – Kreis Yang – Chenggu – Hanzhong)

- Ziwu-Straße (Xi’an – Großgemeinde Ziwu – Kreis Ningshan – Kreis Yang – Hanzhong)

- Jinniu-Straße (Hanzhong – Kreis Mian – Ningqiang – Guangyuan – Jiange – Zitong – Mianyang – Chengdu)

- Micang-Straße (Hanzhong – Nanjiang – Bazhong – Kreis Qu – Hechuan – Chongqing)

- Lizhi-Straße (Kreis Yang – Kreis Xixiang – Kreis Zhenba – Wanyuan – Kreis Xuanhan – Dazhou – Linshui)